# Karl-Günther Bechem

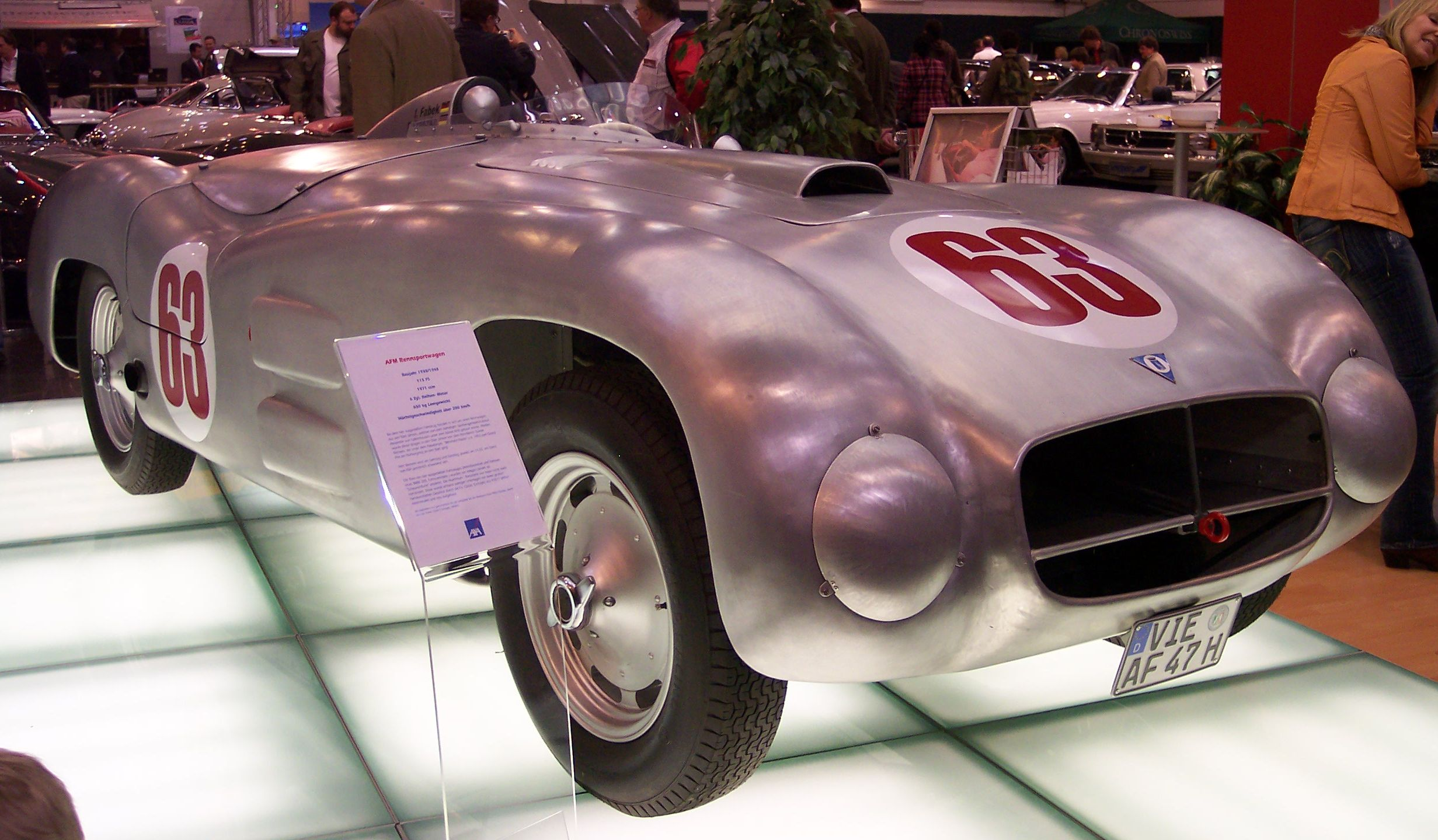

Karl-Günther Bechem, detto Günther (Hagen, 21 dicembre 1921 – Hagen, 3 maggio 2011), è stato un pilota automobilistico tedesco.

## Carriera
Ha partecipato al Gran Premio di Germania 1952 di Formula 1 con una BMW sotto lo pseudonimo Bernhard "Bernd" Nacke non portando a termine la gara.
L'anno successivo ha guidato una AFM nello stesso appuntamento ritirandosi ancora una volta.
Ha continuato la carriera di pilota nei campionati prototipi ma, nel 1954, è rimasto vittima di un grave incidente durante la Carrera Panamericana. Ripresosi, tornò a correre solo nel 1965 alla cronoscalata di Friburgo, ma fu l'ultima gara a livello agonistico a cui prese parte.

## Risultati in Formula 1
| 1952 | Scuderia       | Vettura      |  |  |  |  |  |     |  |  |  | Punti | Pos. |
| ---- | -------------- | ------------ |  |  |  |  |  | --- |  |  |  | ----- | ---- |
| 1952 | Pilota privato | BMW Eigenbau |  |  |  |  |  | Rit |  |  |  | 0     |      |

| 1953 | Scuderia       | Vettura |  |  |  |  |  |  |     |  |  | Punti | Pos. |
| ---- | -------------- | ------- |  |  |  |  |  |  | --- |  |  | ----- | ---- |
| 1953 | Pilota privato | AFM 6   |  |  |  |  |  |  | Rit |  |  | 0     |      |

| Legenda | 1º posto     | 2º posto | 3º posto    | A punti         | Senza punti/Non class.  | Grassetto – Pole position Corsivo – Giro più veloce |
| Legenda | Squalificato | Ritirato | Non partito | Non qualificato | Solo prove/Terzo pilota | Grassetto – Pole position Corsivo – Giro più veloce |